# Dominique Poulain
Pour les articles homonymes, voir Poulain (homonymie).
Dominique Poulain, née Bonnevay le 24 octobre 1949, est une chanteuse et une choriste française, connue pour avoir été choriste de Claude François au sein des « Fléchettes ».

## «Les Fléchettes» et Claude François
La carrière de Dominique Poulain débute en 1968 quand elle forme, avec sa sœur Catherine Bonnevay et ses cousines Francine Chantereau et Martine Latorre, le groupe « les Fléchettes », baptisées ainsi du nom de la maison de disques de Claude François, « Flèche ». Elles forment ensemble les choristes de Claude François sur scène et en studio, rejointes par la suite, pour la danse, par les célèbres « Claudettes ». Elles enregistrent également un disque produit par Claude François. À la fin de leur collaboration en 1977, elles se dispersent pour se mettre au service de différents chanteurs (Sylvie Vartan, Jean-Jacques Goldman, Nana Mouskouri, Mireille Mathieu, C. Jérôme, Joe Dassin, etc.).

## «Chance» et «Cocktail Chic»
Dans le milieu des années 1970, elles forment avec les frères Georges et Michel Costa le groupe « Chance », qui sortira un album (le nom du groupe sera le titre du disque : Chance).
En 1986, le groupe se reforme sous le pseudonyme de « Cocktail Chic » et interprètent Européennes pour la France au concours Eurovision. La chanson est écrite et composée par les frères Costa. Elle se classera 17e (sur 20) au Concours Eurovision de la chanson 1986.

## Filmographie
- 1986 : Concours Eurovision de la chanson : Elle-même (TV)

## Chansons au cinéma et à la télévision
Dominique Poulain a interprété notamment les génériques des séries pour enfants Le Village dans les nuages et Au pays de Candy, ainsi que Le Jardin du Luxembourg (1976) avec Joe Dassin.
Elle a aussi prêté sa voix au personnage de Cendrillon lors du redoublage du film d'animation homonyme.

### Cinéma

#### Doublage de personnages
- Les Aventures de Bernard et Bianca : Interprète des chansons du film

- Le Prince Casse-noisette : Clara (rôle chanté)
- Cendrillon : Cendrillon (rôle parlé et chanté)
- Toy Story 2 : Voix TV et voix de déconnexion
- Les Aventures de Tigrou : Maman Gourou (rôle chanté)
- La Mélodie du bonheur : Sœur Catherine (rôle chanté)

#### Participation aux chœurs dans les doublages de chansons de films d'animations
La Petite Sirène, Pocahontas, La Belle et la Bête 2 : Le Noël enchanté, Mulan, Pocahontas 2, La Petite Sirène 2, La Belle et le Clochard 2, Le Livre de la jungle 2.

### Télévision

#### Séries télévisées
- Le Village dans les nuages : Interprète du générique

##### Séries animées
- Candy Candy :  Interprète du générique
- Alvin et les Chipmunks : Interprète des chansons